# ウィム・クロウェル

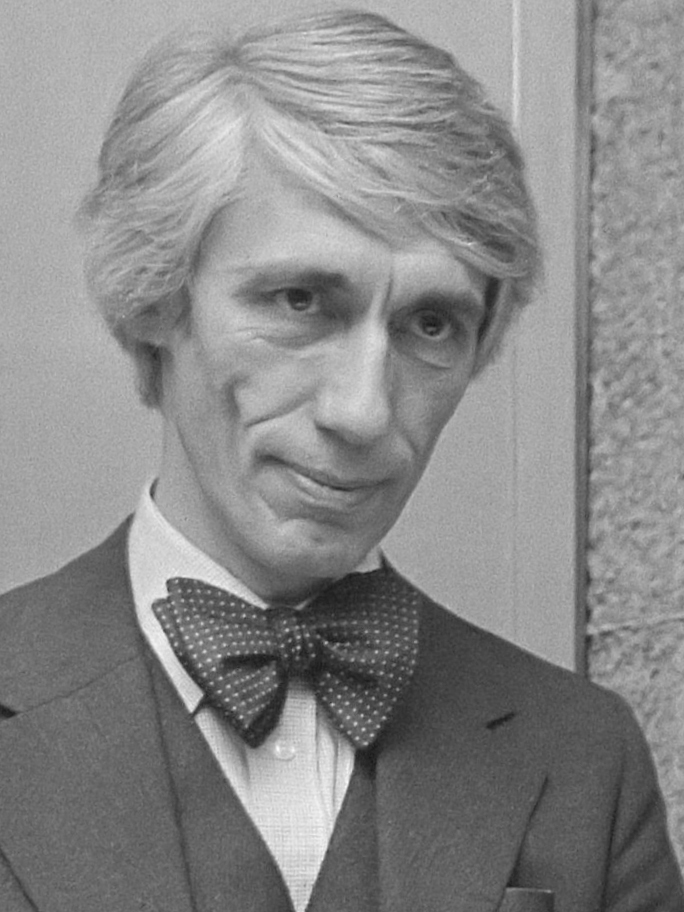
ウィム・クロウェル (1976)

ウィム・クロウェル（Wim Crouwel，1928年 - 2019年9月19日）はオランダのグラフィックデザイナー、書体デザイナーである。オランダおよび欧州のグラフィックデザイン史において最も重要なデザイナーのひとりといわれる。

## 経歴

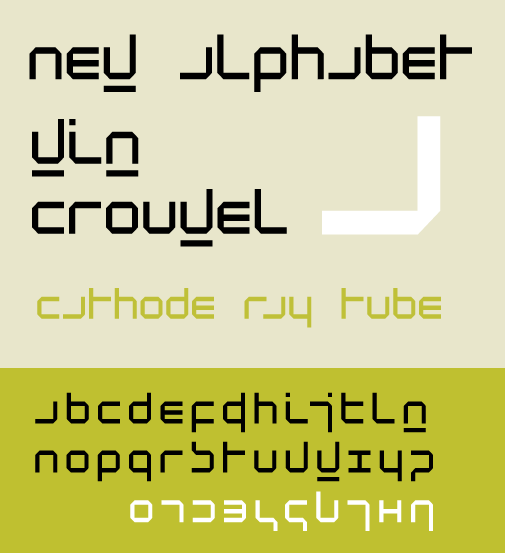

クロウェルははじめグローニンゲンで絵画を学び、後にアムステルダムに移ってIVKNO美術学校の夜学コースを受講しながら芸術家グループ〈Creatie〉に参加する。1952年、デザイナーであるディック・エルフェルス（Dick Elffers）とともに展示会の構成をおこなう事務所を設立。大きな仕事としてはスイスのグラフィックデザイナー、ジェラール・イフェル（Gérard Ifert）と写真家エアンスト・シャイデッガー（Ernst Scheidegger）とともに手がけた、欧州の戦災復興を扱った大規模な展示会の設計がある。1956年にはインテリアデザイナーのコー・リアン・レ（Kho Liang le）と事務所を設立。こうしてクロウェルは立体物の分野からデザインの世界に入ってゆくこととなった。
関わった二つのデザイン組織はいずれも文化施設や私企業をクライアントにしており、美術館や博物館を相手に仕事をすることも多かった。クロウェルとアイントホーフェンのファン・アッベ美術館（Van Abbe Museum）の長期にわたるコラボレーションはこの時期に始まったものである。同美術館の館長エディ・デ・ウィルデ（Edy de Wilde）は積極的にクロウェルを評価し、仕事にはデザインの自由が保証されていた。
1963年、クロウェルはベンノ・ヴィッシング（Benno Wissing）、フリゾ・クラマー（Friso Kramer）、ポール・シュヴァルツ（Paul Schwarz）およびディック・シュヴァルツ（Dick Schwarz）とともにデザイン事務所Total Designを立ち上げる。この事務所は多くの大企業を相手にコーポーレート・アイデンティティやサインシステムのデザインを行い、設立以来数十年間、オランダのグラフィックデザイン界に多大な影響を与え続けている。クライアントにはポスターやカタログのデザインを手がけているアムステルダム市立美術館などの一級の文化施設も含まれる。同事務所はグラフィックデザイナーの教育の場としてもオランダのみならず欧州中から高い評価を受けている。
クロウェルは常に教育にも関わっており、アムステルダムおよびデン・ボスの美術大学、デルフト工科大学（1972年 - 1985年）、ロンドンのロイヤル・カレッジ・オブ・アート（1981年 - 1985年）、ロッテルダムのエラスムス大学（1981年 - 1993年）で教壇に立っている。
1985年から1993年にかけてロッテルダムのボイマンス・ファン・ベーニンゲン美術館館長を務めた。
2007年にはタイトルと同名の書体を題材にしたゲイリー・ハストウィット（Gary Hustwit）監督のドキュメンタリ映画『ヘルヴェチカ』（Helvetica）に出演した。

## 代表的な業績
多くの書体をデザインしているが、1967年のNew Alphabetがおそらくよく知られている。これは直交グリッドを用いた極めて抽象的な書体である。コンピュータの画面や液晶での可読性を高めるべく設計されているといわれるが、1967年の発表当初はあくまで印刷媒体を離れた実験的な書体としてデザインしたもので、実際的な可読性を念頭に置いていたものではなかった。当初は等閑視されていたものの、80年代後半になってイギリスの音楽界などから注目され始め、当人は逆にやや当惑したと語っている。
この書体はロック・バンド、ジョイ・ディヴィジョンのアルバム『Substance』（1988年）のカヴァーに用いられている。
作品の一部は英語版Wikipediaの本項目で見ることができる。

### クロウェルによる書体
- New Alphabet 1, 2, 3
- Stedelijk Alphabet
- Fodor Alphabet
- Gridnik Alphabet

など

### その他の仕事
- ファン・デル・ゲア（Van der Geer）社の『Cut-up』カレンダー（1963年 - 1964年）
- Rabobank（銀行）のロゴ（1973年）
- オランダ郵便局のための切手多数（1976年から2000年にかけて販売・流通）

など

## 註
1. ↑  “Graphic designer Wim Crouwel (90) passed away” (英語). Teller Report. (2019年9月20日) 2019年9月21日閲覧。
2. ↑  ヘルムート・シュミット/ニコール・シュミット 編『ウィム・クロウエル（世界のグラフィックデザイン 125）』公共財団法人DNP文化振興財団、2017年12月14日、61頁。ISBN 9784887523968。
3. ↑  映画『ヘルヴェチカ』（Helvetica，2007）での発言。

## 著作
- Wim Crouwel: mode en module, de Hugues C. Boekraad & Frederike Huygen, 1997, 430 p., ISBN 9-06-450310-9
- Wim Crouwel alphabets, de Kees Broos, 144 p., Gingko Press, 2003 ISBN 9-06-369037-1